# Aegus
Aegus es un género de coleópteros polífagos de la familia Lucanidae. El género fue descrito científicamente primero por Macleay en 1819.

## Especies
- Aegus acanthinus
- Aegus acchusi
- Aegus acervus
- Aegus acutangulus
- Aegus albertisi
- Aegus alternatus
- Aegus ambiguus
- Aegus amictus
- Aegus amplus
- Aegus angustanus
- Aegus angustus
- Aegus arcuatus
- Aegus armatus
- Aegus atricolor
- Aegus babai
- Aegus barbatus
- Aegus beauchenei
- Aegus bidens
- Aegus bidentatus
- Aegus bigibbosus
- Aegus bisacutus
- Aegus bison
- Aegus blandus
- Aegus borneensis
- Aegus brevimandibularis
- Aegus burgersi
- Aegus callosilatus
- Aegus caprinus
- Aegus celebensis
- Aegus chelifer chelife
- Aegus chrysomelinus
- Aegus circinatus
- Aegus comes
- Aegus consimilis
- Aegus coomani
- Aegus corniculatus
- Aegus crassicrenatus
- Aegus crucifer
- Aegus currani
- Aegus curtisi
- Aegus curvus
- Aegus cyclocerus
- Aegus debatissei
- Aegus delicatus
- Aegus dilaticollis
- Aegus dissimilis
- Aegus duplodentatus
- Aegus elegantulus
- Aegus excavatus
- Aegus eximius
- Aegus falcicornis
- Aegus fallax
- Aegus formosulus
- Aegus fornicatus
- Aegus fragilis
- Aegus fujitaorum
- Aegus fukiensis
- Aegus fulgens
- Aegus furfuraceus
- Aegus genacerus
- Aegus gestroi
- Aegus glaber
- Aegus glomerosus
- Aegus grandis
- Aegus gressitti
- Aegus haddeni
- Aegus hamatus
- Aegus hikidai
- Aegus hindenburgi
- Aegus hopei
- Aegus horni
- Aegus horridus
- Aegus implicatus
- Aegus impressicollis
- Aegus inflatus
- Aegus ingae
- Aegus insignis
- Aegus interruptus
- Aegus ipseni
- Aegus isogaii
- Aegus jasmini
- Aegus javanicus
- Aegus jejunus
- Aegus kazuhisai
- Aegus kinabalensis
- Aegus kirsteni
- Aegus kombaensis
- Aegus krieschei
- Aegus krikkeni
- Aegus kuantungensis
- Aegus kumei
- Aegus kurosawai
- Aegus latidens
- Aegus leeuweni
- Aegus leptodon
- Aegus lucidus
- Aegus luridus
- Aegus maeandrinus
- Aegus malapaensis
- Aegus malayanus
- Aegus malleti
- Aegus marginivillosus
- Aegus masahikoi
- Aegus melli
- Aegus milkintae
- Aegus minahasaensis
- Aegus minutus
- Aegus misoolensis
- Aegus modiglianii
- Aegus monodentatus
- Aegus nakaneorum
- Aegus naomii
- Aegus nar
- Aegus nishikawai
- Aegus nishiyamai
- Aegus nobuyukii
- Aegus oberthuri
- Aegus octagonicus
- Aegus oxygonus
- Aegus parryi
- Aegus payakumbuhensis
- Aegus pengalenganus
- Aegus perforatus
- Aegus peterseni
- Aegus pichoni
- Aegus planeti
- Aegus planicollis
- Aegus porrectus
- Aegus preangerensis
- Aegus pulverosus
- Aegus puncakensis
- Aegus punctatissimus
- Aegus punctipennis
- Aegus punctithorax
- Aegus punctulatus
- Aegus pusillus
- Aegus rennellensis
- Aegus retrodentatus
- Aegus riedeli
- Aegus rigouti
- Aegus ritae
- Aegus ritsemae
- Aegus rondoni
- Aegus rosselianus
- Aegus rostratus
- Aegus rufurus
- Aegus schenklingi
- Aegus sculpticollis
- Aegus sculptipennis
- Aegus sedlacekorum
- Aegus selene
- Aegus semicircularis
- Aegus sepicanum
- Aegus serratus
- Aegus sexlineatus
- Aegus shimanei
- Aegus siamensis
- Aegus squalidus
- Aegus squalidus ericsoni
- Aegus squalidus squalidus
- Aegus subniger
- Aegus sulcaticollis
- Aegus sumatraensis
- Aegus szentivanyi
- Aegus tagulaensis
- Aegus tetsuoi
- Aegus trilobatus
- Aegus variegarus
- Aegus variolosus
- Aegus werneri
- Aegus westwoodi
- Aegus woodfordi